# Strophostyles
Strophostyles es un género de plantas con flores con ocho especies perteneciente a la familia Fabaceae.

## Especies
- Strophostyles angulosa
- Strophostyles capensis
- Strophostyles helvola
- Strophostyles leiosperma
- Strophostyles missouriensis
- Strophostyles pauciflorus
- Strophostyles peduncularis
- Strophostyles umbellata